# The Choe Show
	The Choe Show ist eine US-amerikanische Talkshow mit dem Künstler David Choe. Die Premiere der Talkshow fand am 25. Juni 2021 auf dem US-Kabelsender FX statt. Im deutschsprachigen Raum erfolgte die Erstveröffentlichung der Talkshow am 29. Dezember 2021 durch Disney+ via Star als Original.

## Inhalt
In dieser Talkshow verwandelt der weltbekannte Künstler David Choe seine exzentrische, mitfühlende und disruptive Weltsicht in eine Linse, um dem Publikum das Erleben einer Art radikaler Empathie zu ermöglichen. In seinem Elternhaus erschafft David Choe für seine Gäste einen Raum, in dem er sowohl motivierender Interviewer als auch mitfühlender Zuhörer ist. Mithilfe von Kunst und Spiel lädt er seine Gesprächspartner auf eine gemeinsame emotionale Erfahrungsreise ein. Durch die authentische Verbindung, die zwischen ihnen entsteht, gelingen Choe in den von ihm geschaffenen Porträts unverfälschte Momentaufnahmen.

## Mitwirkende

### Talkmaster
- David Choe

### Gäste
Folge 1
- Asa Akira
- Kat Von D
- Rafael Reyes

Folge 2
- Will Arnett
- Denzel Curry

Folge 3
- Rainn Wilson
- Neil Strauss
- Erica Garza

Folge 4
- Steve-O
- Maya Erskine

## Episodenliste
| Nr. | Deutscher Titel                          | Originaltitel               | Erstveröffentlichung (USA) | Deutschsprachige Erstveröffentlichung (D/A/CH) |
| --- | ---------------------------------------- | --------------------------- | -------------------------- | ---------------------------------------------- |
| 1   | MaPa                                     | MaPa                        | 25. Juni 2021              | 29. Dez. 2021                                  |
| 2   | Nur wir 3                                | Just us 3                   | 25. Juni 2021              | 29. Dez. 2021                                  |
| 3   | Meine Scham macht mich schamlos          | My Shame Makes Me Shameless | 25. Juni 2021              | 29. Dez. 2021                                  |
| 4   | Verletzte Menschen, verstandene Menschen | Hurt People, Heard People   | 25. Juni 2021              | 29. Dez. 2021                                  |